# Капо

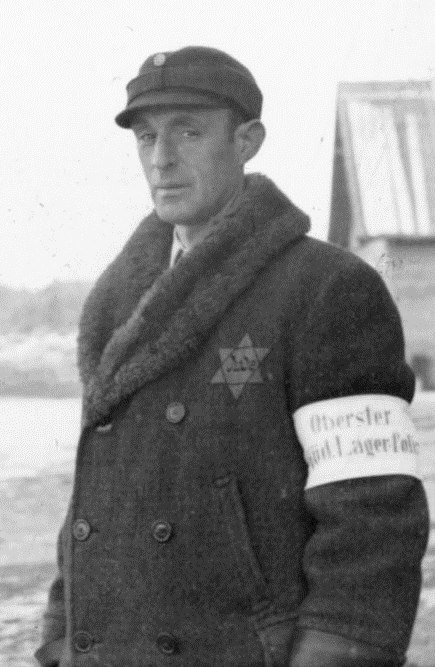
Саласпилсский концлагерь, капо

«Капо́» — в 1940-е годы привилегированный заключённый, сотрудничавший с нацистской администрацией в концлагерях нацистской Германии.

## Капо в нацистской Германии

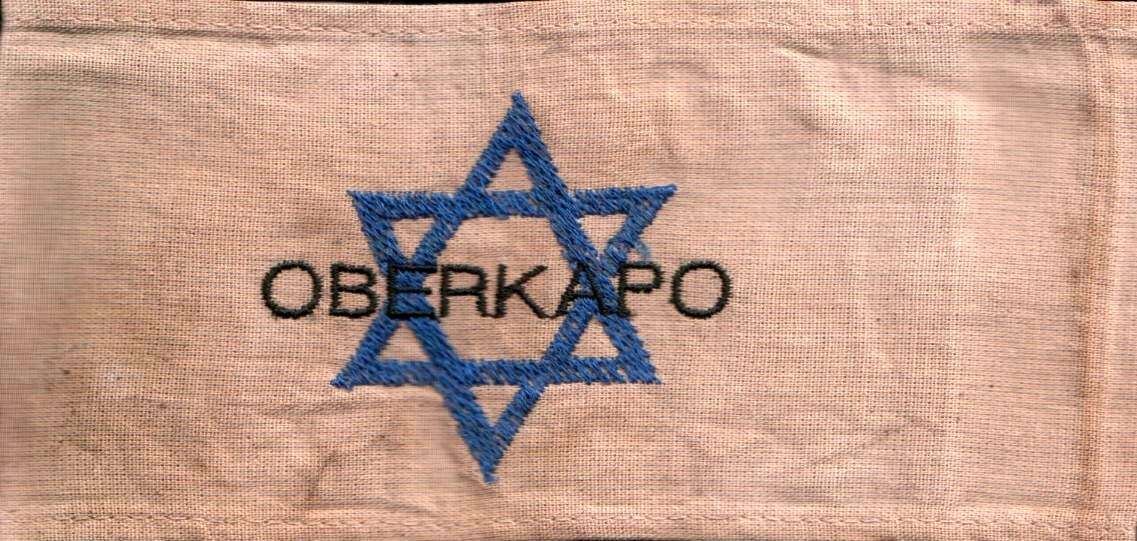
Нарукавная повязка еврейского oberkapo (главный капо)

### Этимология термина
Точно происхождение слова «капо» неясно. Согласно авторитетному словарю Дудена, оно образовано от французского Caporal (капрал, лидер). Встречаются также мнения, что оно является сокращением от Kameradschaftspolizei («товарищеские полицейские силы») или происходит от итальянского capo («голова»).

### Содержание деятельности
«Капо» (сокращённое от «kameradschaft-polizei» — служащий вспомогательной полиции концлагеря) — в узком смысле, это заключённые, назначенные исполнять должности старосты барака, надзирателя, старшего рабочей команды. Подчинялись оберкапо, отвечавшим за группу бараков («поле»), рабочий объект целиком, и тому подобные объединения.
В широком смысле «капо» — это вообще актив нацистских концентрационных лагерей, привилегированная прослойка заключённых, осуществлявшая непосредственный низовой контроль над повседневной жизнью простых заключённых. 
Согласно современным исследованиям, к основным категориям узников, из которых набирались «капо», относились политические заключённые, так называемые «профессиональные преступники» и другие.
Согласно правилам концлагерей, «капо», выполнявшие надзирательские функции, имели абсолютную власть над простыми заключёнными, над их жизнью и судьбой. Из-за сотрудничества с концлагерной администрацией и своих поступков большинство «капо» было ненавидимо остальными заключёнными.
Привилегированность положения «капо» подчёркивалась также максимальной приближённостью условий их жизни и быта к нормальным: они жили отдельно от простых заключённых в отапливаемой части барака, получали усиленное питание (особенно благодаря возможности распределять выделявшиеся для всех узников продукты в свою пользу), в редких случаях пользовались гражданской одеждой (сохраняя при этом на ней свой лагерный номер), хорошей обувью и постельными принадлежностями, имели возможность следить за своей чистотой и гигиеной, имели право пользования лагерными борделями.
В обмен на эти послабления режима нацистское руководство концлагерей требовало от «капо» максимально жестоких действий в отношении простых заключённых для поддержания жесточайшей дисциплины, выполнения рабочих норм при помощи запугивания, избиений и показательных убийств, а, главное, регулярного деятельного участия в ликвидациях узников.
Актив в некоторых случаях был более жесток к остальным заключённым, чем нацистская охрана концлагерей.

### Психологические оценки
По мнению социолога В. Софского, распределение власти среди узников концлагеря посредством назначения некоторых из них на роль «капо» распространяло садизм, деспотический контроль и покорность; в капо отражались власть и террор лагеря. В подобной среде, согласно психиатру О. Кернбергу, дикая природа первобытной агрессии и садистский натиск на беспомощных жертв стирают все остатки человечности: только постоянное наращивание власти становится единственным источником удовлетворения. Расщепление Эго в структуре власти лагеря, считает Кернберг, содействовало господству агрессивных психопатов, чей злокачественный нарциссизм совмещается с полной утратой функций Супер-Эго (то есть чувства вины при совершении плохих поступков и способности отличить плохое от хорошего), и которые, разлагая структуру власти, вызывали её дальнейшее одичание.
По оценке психолога В. Франкла, капо представляли собой результат негативного отбора: на такие должности годились только самые жестокие люди; однако, как замечает психолог, «нельзя утверждать, что здесь, как и всюду, не было счастливых исключений».